# Étienne-Jules Marey

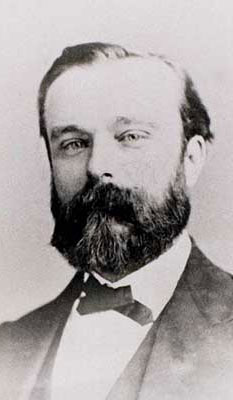
Étienne-Jules Marey (um 1850)

Étienne-Jules Marey (* 5. März 1830 in Beaune, Département Côte-d’Or, Frankreich; † 15. Mai 1904 in Paris) war ein französischer Physiologe, Erfinder und Pionier der Fototechnik.

## Familie
Sein Vater, Claude Marey, war Weinhändler, seine Mutter Lehrerin. Marey blieb unverheiratet.

## Ausbildung und Beruf
Er besuchte 1838 das Collège Monge in seiner Heimatstadt und wurde nach dem Schulabschluss (1849) vom Vater dazu gedrängt, Medizin zu studieren. Marey ging zunächst an die École polytechnique, was seinen wissenschaftlichen und mechanischen Talenten entsprach, und 1850 für ein Medizinstudium nach Paris.
Er arbeitete dann als Interne am Hôpital Cochin. Während dieser Zeit begann er sich vor allem für die Physiologie und Pathophysiologie des Kreislaufsystems zu interessieren. Nach Abschluss seiner klinischen Ausbildung mit Auszeichnung legte er 1859 seine Dissertation vor und wurde promoviert. Bereits seit 1857 wurden seine Arbeiten zu kreislaufphysiologischen Themen publiziert: Hydraulik des Kreislaufs, dikrotischer Puls, Vasomotorik – sphygmographische Technik. Ein Versuch, sich als praktischer Arzt niederzulassen, scheiterte. An der École Pratique hielt er Vorträge über den Blutkreislauf und Herz-Gefäß-Erkrankungen. Nach einem kurzen Aufenthalt im Laboratorium von Carl Ludwig in Wien kehrte er 1860 nach Paris zurück, um seinen ersten Sphygmographen zu entwickeln.
Bis 1864 führte Marey das Leben der Bohème, lebte und arbeitete in einer kleinen Pariser Wohnung in der Rue Cuvier, wo er ein physiologisches Labor einrichtete. 1868 bezog er ein ehemaliges Gebäude der Comédie Française, wo er den Zuschauersaal und die Bühnenräume zu Laboratorien und Wohnungen umbaute. Seine kreislaufphysiologischen Arbeiten wurden in der Regel hier durchgeführt, zunächst mit graphischen Apparaten aus Deutschland (Ludwig-Kymograph), dann mit Eigenkonstruktionen. Er hatte bis dahin alle Forschungsprojekte außerhalb wissenschaftlicher bzw. medizinischer Fachkollegien durchgeführt.
1867 erhielt Marey eine Assistenzprofessur am Collège de France, einer in Forschung und Lehre völlig unabhängigen Institution. 1869 übernahm er dort das Amt des Naturhistorikers Marie-Jean-Pierre Flourens als Professor für Histoire naturelle des corps organisés (Naturgeschichte) und setzte dort experimentalphysiologischen Forschungen fort. 1872 wurde er in die Académie de Médecine (Präsidentschaft 1900) und 1878 in die bedeutendere Académie des Sciences aufgenommen, wo er Claude Bernard nachfolgte.
1880 brachte er sein Labor in einem größeren Gebäude am Boulevard Delessert unter. Die Wintermonate verbrachte Marey meist in seinem italienischen Landhaus am Golf von Neapel, das er 1870 erworben hatte und wo er in Ruhe experimentieren konnte. 1880 erbaute die Stadt Paris ein physiologisches (bzw. photographisches) Laboratorium am Parc des Princes, das dem Collège de France bzw. Marey zur Verfügung stand. 1884 war er Präsident der Société de Navigation Aérienne. 1887 übernahm Marey den Vorsitz einer staatlichen Kommission zur Reform der Leibesübungen an den öffentlichen Schulen.  1894 wurde Marey Präsident der Société Française de Photographie.
Von Mai bis Oktober 1900 fanden in Paris im Rahmen der Weltausstellung Olympische Sommerspiele statt. Um die Gelegenheit zu nutzen, die besten Sportler der Welt vor Ort beobachten und studieren zu können, wurde eine „Commission de physiologie et d’hygiène“ eingesetzt, an der Marey in führender Position beteiligt war. In einem umfangreichen Forschungsprogramm kamen neben der Chronophotographie auch eine Reihe anderer von Marey entwickelter Mess- und Registrierapparate zum Einsatz.
1895 wurde Marey zum Präsidenten der Académie des Sciences ernannt, 1900 zum Ritter der Ehrenlegion. Die Académie royale des Sciences, des Lettres et des Beaux-Arts de Belgique nahm ihn im Dezember 1895 als assoziiertes Mitglied auf. Seit 1902 war er korrespondierendes Mitglied der Russischen Akademie der Wissenschaften in Sankt Petersburg. 1903 wurde er in die National Academy of Sciences gewählt.
Mareys letzte Lebensjahre waren von dem Bemühen gekennzeichnet, ein Institut zur Erforschung technischer Methoden und Instrumente zu begründen. 1902 wurde es unter seiner Leitung in der Nähe des physiologischen Laboratoriums eingeweiht und Institute Marey getauft.
25 Bücher und mehr als 280 wissenschaftliche Aufsätze erschienen zu seinen Lebzeiten. Die Inhalte wiederholten sich aber häufig. Marey schrieb für Wissenschaftler, Ärzte und das breite Publikum. Etienne-Jules Marey hatte sich selbst einmal die Berufsbezeichnung ingénieur de la vie gegeben.

## Leistung
Marey war ein Pionier der Kreislaufphysiologie, der Blutdruckmessung, der graphischen Aufzeichnungstechnik, der wissenschaftlichen Photographie, der Luftfahrt und der Kinematographie. Er war an der Klärung der grundlegenden Prinzipien der indirekten Blutdruckmessung und des Films maßgeblich beteiligt. Bis 1870 galt Mareys Hauptinteresse Fragestellungen der Physiologie des Kreislaufs und der Entwicklung zuverlässiger Untersuchungstechniken. Später erweiterte er seine medizinisch-wissenschaftlichen Forschungen in Richtung technischer Erfindungen zum Studium biologischer Bewegungsphänomene als solche, bei Tieren und Menschen.

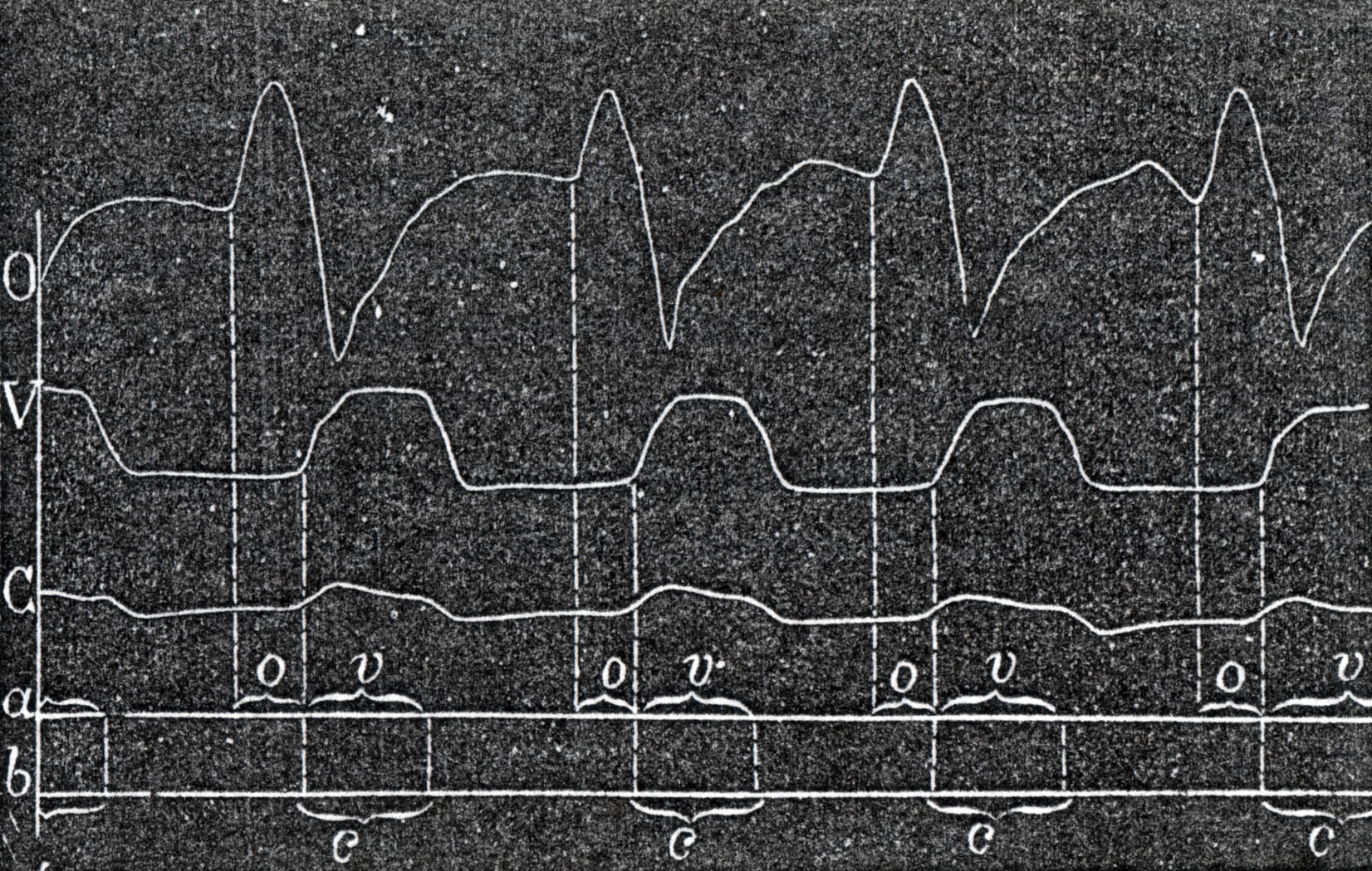
Intrakardial sphygmographisch gewonnene Pulsdruckkurven mit chronologischer Zuordnung der Herzaktionsphasen

### Marey als Physiologe

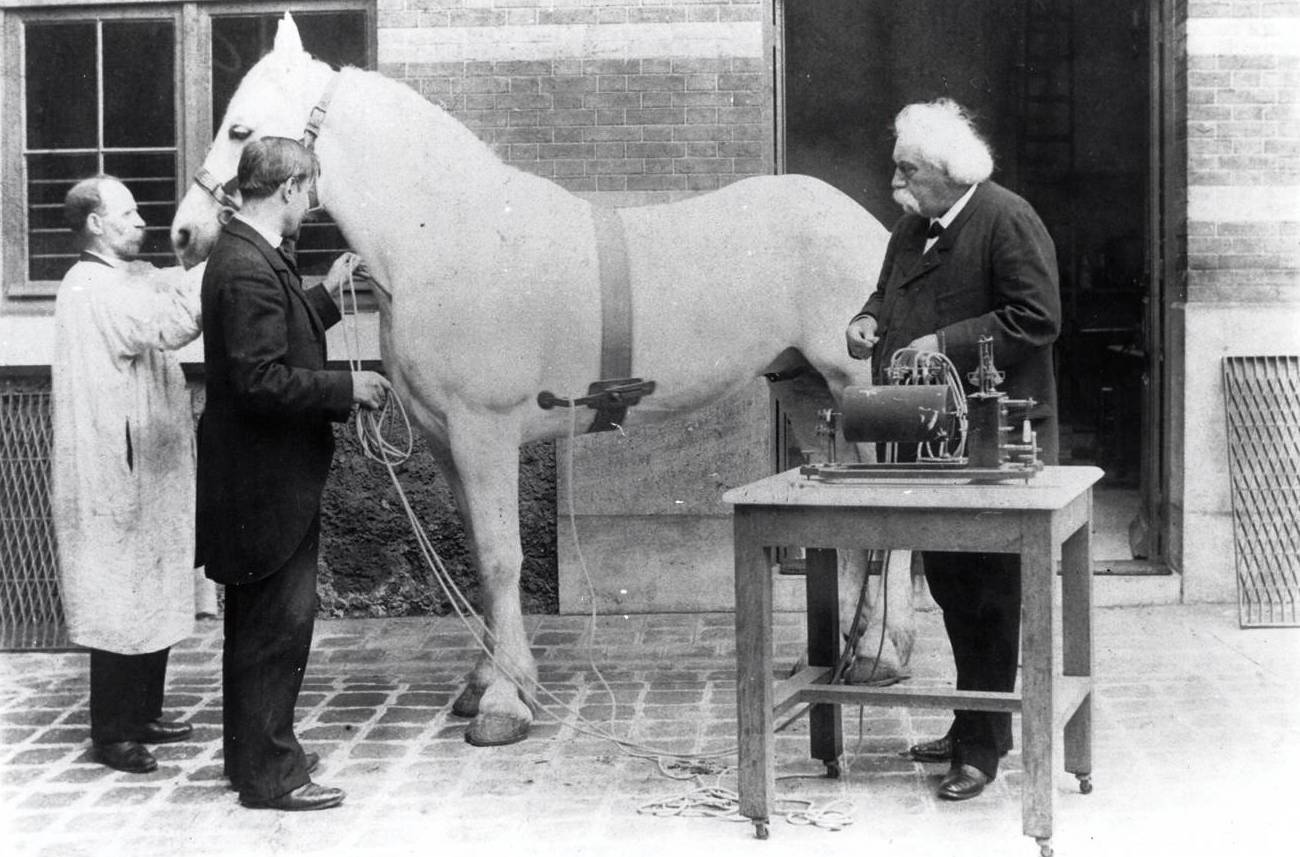
Herzkatheterisierung eines Pferdes

Ab 1860 arbeitete Marey eng mit Jean Baptiste Auguste Chauveau (1827–1917), dem späteren Ordinarius für Physiologie in Lyon, zusammen. Zur Lösung der bislang kontroversen Frage nach den Zeitbeziehungen von Systole, Diastole und arteriellem Puls führten sie invasive intrakardiale Druckmessungen beim Pferd durch: Chauveau besaß tierexperimentelle Erfahrung und Marey stellte sein technisches Geschick und seine neue graphische Aufzeichnungsmethode für dieses Vorhaben zur Verfügung. Die kathetertechnische (Ballonsonde), polygraphisch-synchrone Kurvenschreibung von rechts- bzw. linksventrikulären und atrialen Drücken sowie Herzspitzenstoß ermöglichte erstmals die richtige Zuordnung der Herztöne zu intrakardialen Druckveränderungen, die Beschreibung der „Intersystole“, der isovolumetrischen Phase der linksventrikulären Kontraktion, der kardialen Refraktärperiode, der synchronen ventrikulären Kontraktionen und der Chronologie der Herzklappenbewegungen (1861–1863).
1876 benutzte der Marey den vier Jahre zuvor von Gabriel Lippmann entwickelten Kapillarelektrometer, um die elektrischen Aktivität des Herzens aufzuzeichnen. Dies war ein wichtiger Meilenstein in der Geschichte der Elektrokardiographie.
Während dieser Zeit bemühte er sich auch um die Vervollkommnung des Sphygmographen, den er zum Standardinstrument wissenschaftlicher Aufzeichnungen der Epoche machte. Darüber hinaus konstruierte er ein künstliches Herz, an dem er die im Leben gefundenen Druckkurven auf ihre Zuverlässigkeit prüfen konnte. 1878 bzw. 1881 erschienen Zusammenfassungen aller kreislaufphysiologischen Arbeiten in Buchform.

### Marey als Erfinder

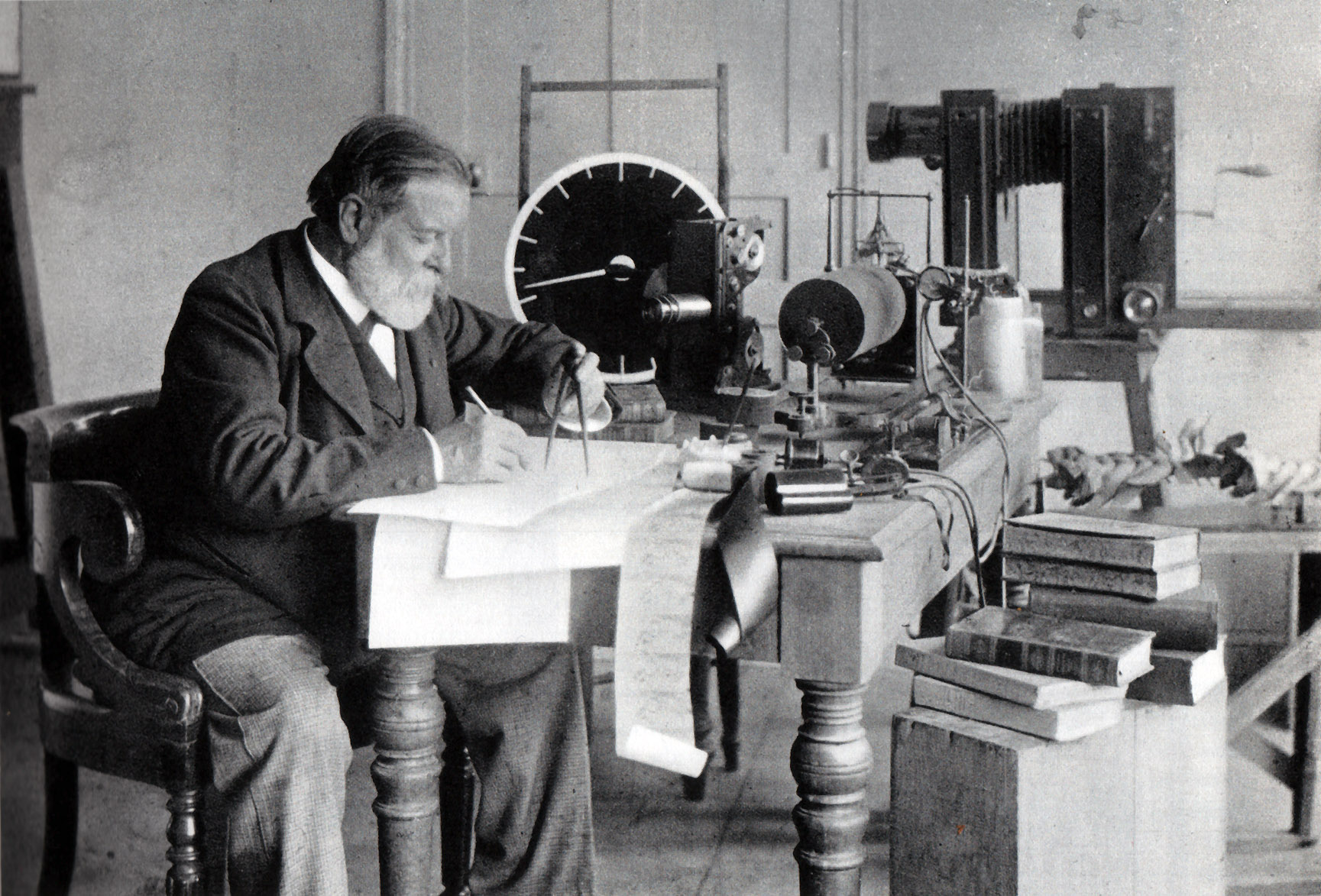
Étienne-Jules Marey (um 1900) inmitten seiner Erfindungen (Sphygmograph, Registriergeräte, Vogelflugmodell, Projektor, Filmkamera)

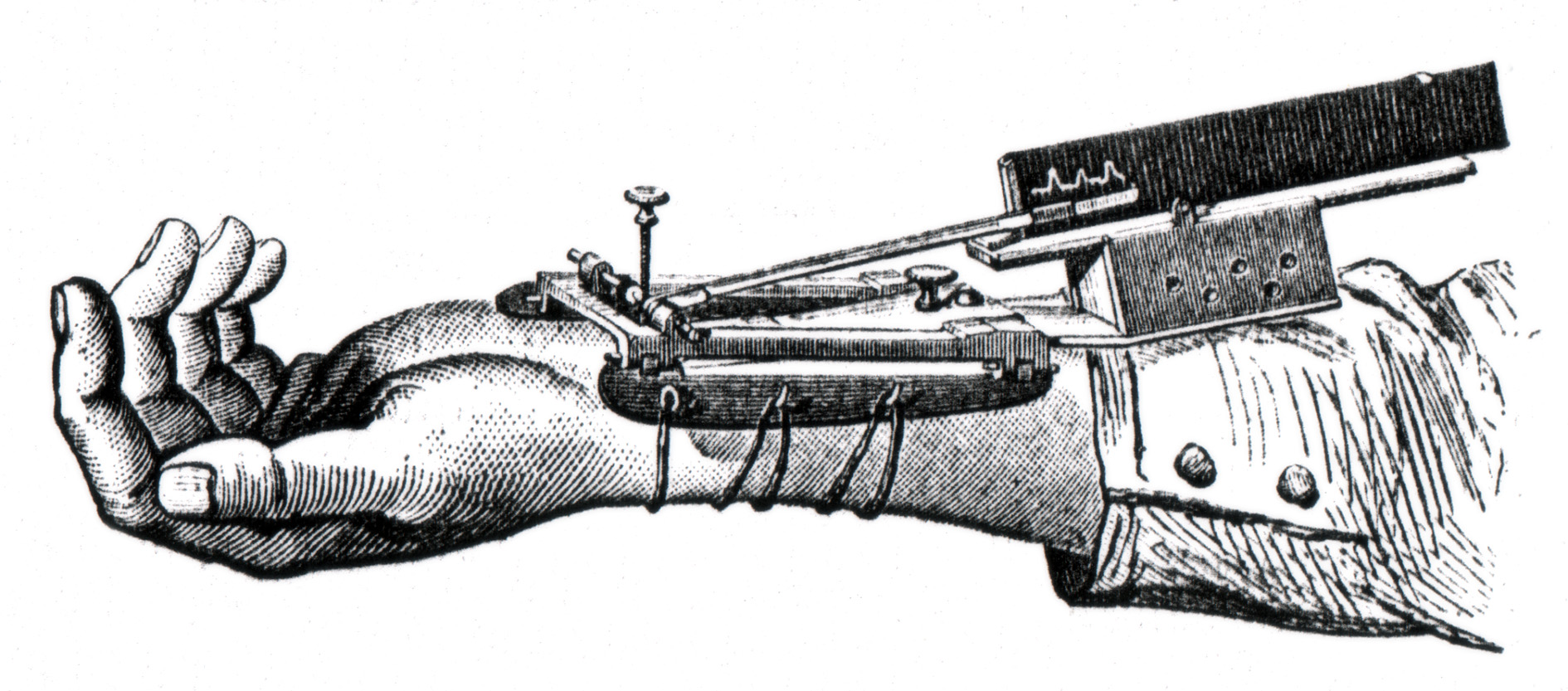
Sphygmograph zur direkten arteriellen Pulskurvenschreibung am Handgelenk

Um 1880 erweitert Marey die graphische Methode durch den Einsatz fotografischer Techniken. Er entwickelte die Einzelbildfotografie zur Rekonstruktion von Bewegungsabläufen (Chronofotografie) – sogar dreidimensionale Rekonstruktionen waren möglich. Er benutzte rotierende photographische Platten in einer gewehrähnlichen Kamera (1882), lichtempfindliche Papierstreifen beziehungsweise Zelluloid (1888) und schließlich Projektionsgeräte (1893) sowie eine 35 mm-Kamera (1899).

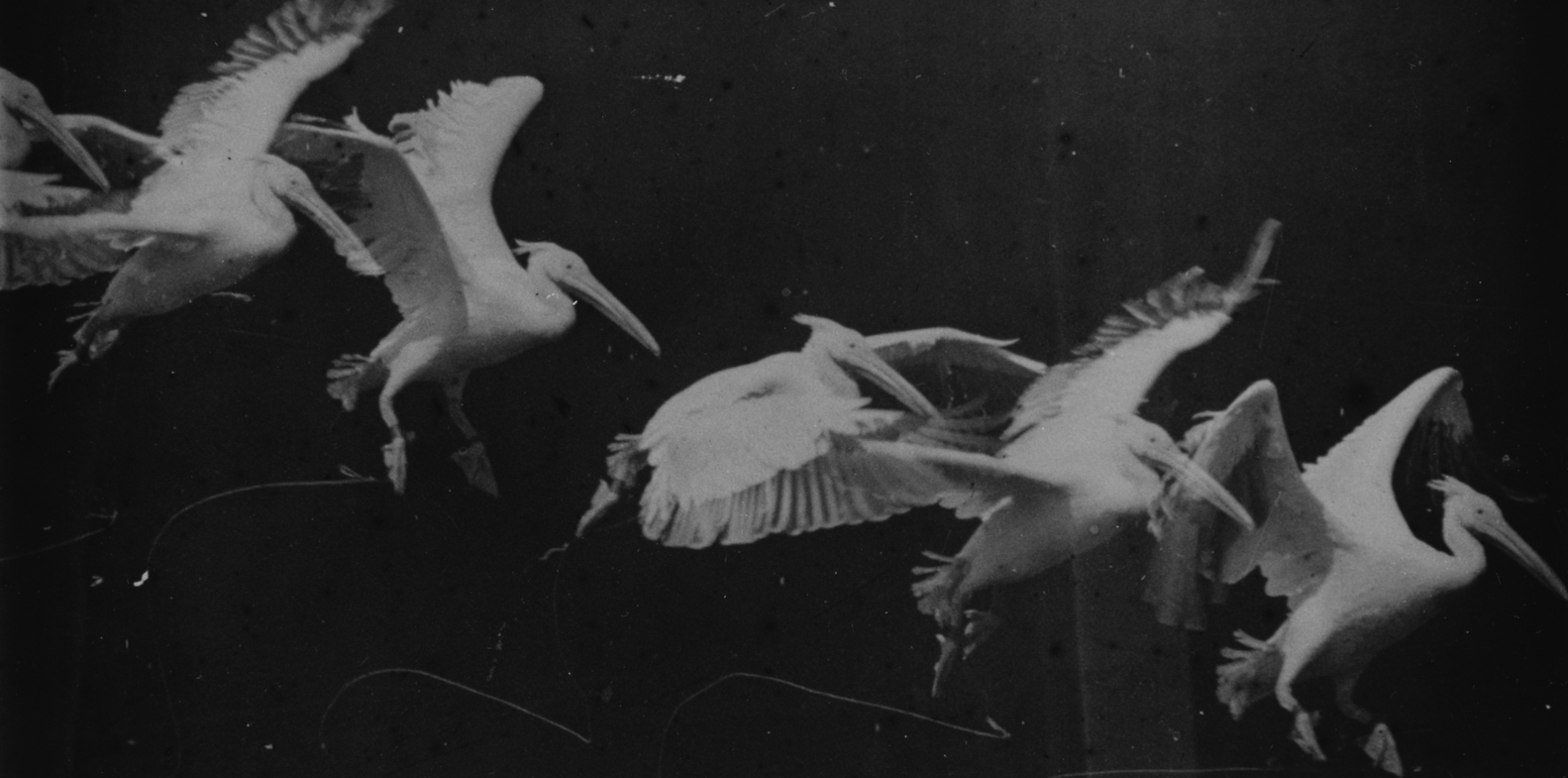
Chronofotografie eines Pelikanflugs, um 1882

Seine Fragestellungen betrafen die Bewegung von Tieren (Insekten, Vogelflug, Pferde, Katzen u. a.) und menschliche Körperbewegungen. Die Chronophotographie betrachtete Marey als die perfekte Anwendung der „graphischen Methode“. Der Film selbst erschien Marey dagegen wissenschaftlich uninteressant, da die filmische Wiedergabe nur das realitätsgetreu zeige, was man mit den Augen direkt sehen könne. Der Zweck einer wissenschaftlichen Methode bestehe jedoch darin, die Unzulänglichkeit der Sinne auszugleichen und ihre Fehler zu korrigieren. Marey beteiligte sich nicht am bald entstehenden Streit über die Priorität der Erfindung der Kinematographie und an Auseinandersetzungen um Patentanmeldungen. 1894 erschien sein Hauptwerk zu diesem Thema mit dem schlichten Titel Le mouvement.
Andere Arbeiten Mareys behandelten die elektrische Entladung des Zitteraals, die Choleraepidemie von 1885 und die Voraussetzungen des Luftfahrt (1873).

### Mareys Sphygmograph
Ab 1859 begann Marey mit der Entwicklung eines eigenen graphischen Puls-Registriersystems, das die Nachteile deutscher Konstruktionen (Vierordt, Ludwig), deren Trägheit, Unhandlichkeit und Ungenauigkeit überwinden sollte. Um sein Ziel zu erreichen, erfand er ein elastisches Metallfeder-System, das die Arterienpulsation leicht aufnehmen und adäquat an einen Schreibhebel weiterleiten konnte. Die Konstruktion war klein, leicht, kompakt und konnte den raschen Pulsbewegungen folgen. Mit einer geeigneten Halte- und Schreibvorrichtung versehen war dieser Sphygmograph transportabel und ambulant einfach einzusetzen.
Eine weitere Verbesserung dieser direkten Sphygmographie bedeutete die Entwicklung eines Transmissions-Sphygmographen. Marey konstruierte eine Kapsel bzw. „Trommel“, die aus zwei flachen mit einer straffen Gummimembran ausgekleideten Schalen bestand. Ein Rohrstutzen verband diesen geschlossenen Luftraum über einen Schlauch mit einer weiteren oder mehreren solcher Kapseln. Auf die Gummimembran der Aufnehmertrommel (tambour explorateur) wurde eine Pelotte aufgeklebt, die auf die Radialarterie drückte, auf der Registriertrommel (tambour inscripteur) wurde ein Stäbchen angebracht, das die Pulsationen aufzeichnete. Auf diese Weise wurden mehrere Bewegungen gleichzeitig registriert. Isochronien und Zeitzuordnungen von Kurven waren möglich. Diese Konstruktion (Polygraph) war eine notwendige Voraussetzung für die Klärung der intrakardialen Druckverhältnisse durch Chauveau und Marey, Basis jeder weiteren Erforschung der Physiologie der Herzbewegung. Eine exakte Blutdruckmessung war mit Mareys Sphygmograph allein allerdings nicht möglich.

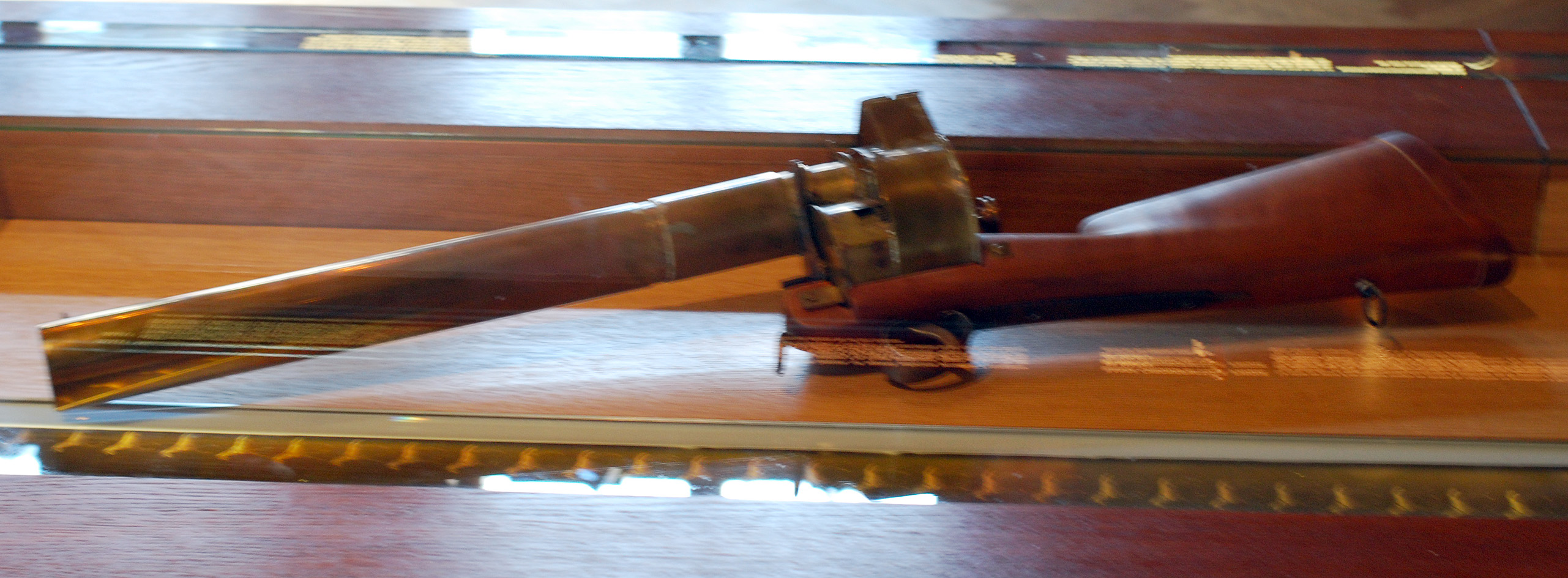
Nachbau von Mareys chronofotografischer Flinte („Fotografisches Gewehr“)

### Mareys Einfluss
Auf viele zeitgenössische Künstler übten Mareys Bewegungsstudien geradezu eine magische Faszination aus. Die Chronofotografie beeinflusste vor allem die Werke der italienischen Futuristen (Bragaglia, Balla, Boccioni, Russolo) und der abstrakten Malerei (Balla, Kupka, Duchamp).
Die Veröffentlichung La machine animale von 1873 inspirierten Gouverneur Leland Stanford zu seinem Auftrag an Eadweard Muybridge (d. i. Edward Muggeridge) von 1878, mit chronographischen Spezialfotoapparaten Studien tierischer Bewegungsabläufe (etwa Pferdegalopp) anzufertigen.
Marey selbst ließ sich von Muybridges Veröffentlichung The Horse in Motion (1878) zur Verbesserung des astronomischen Revolvers von Jules Janssen (1874) anregen und entwickelte seine chronofotografische Flinte (auch bekannt als „Fotografisches Gewehr“), mit der im Raum bewegte Objekte reihenfotografisch erfasst werden konnten.
Marey versuchte mit seinen Arbeiten, „uns über all die Bewegungen aufs Genaueste zu unterrichten, denen unser Auge nicht folgen kann, weil sie entweder zu schnell oder zu langsam oder zu verwickelt sind“ (Marey 1893).

## Eponyme
Der Asteroid (3456) Etiennemarey ist nach ihm benannt.

## Werke
- Recherches sur la circulation du sang à l’état physiologique et dans les maladies. Paris 1859
- Recherches sur le pouls au moyen d’un nouvel appareil enregistreur: le sphygmographe. Soc Biol Paris (C.R.) I (1859) 289, II (1860) 635
- Études physiologiques sur les caractères graphiques des battements du cœur. 1863
- Du mouvement dans le fonctions de la vie. 1868 Digitalisat
- La machine animale, locomotion terrestre et aérienne. Paris 1873
- La mesure de la pression dans les artères de l’homme. Mém. VIII. In: Travaux du Laboratoire de M. Marey 2 (1876) 307
- Moyen de mesurer la valeur manomètrique de la pression du sang chez l’homme. Acad Sci Paris (C.R.) 87 (1878) 771
- La méthode graphique dans les sciences expérimentales – La circulation du sang à l’état physiologique et dans les maladies. Paris 1878 Digitalisat
- La circulation du sang à l'état physiologique et dans les maladies. Paris 1881 Digitalisat
- Le fusil photographique. La Nature 22 avril (1882) 326
- Les eaux contaminées et le choléra. Paris 1884
- La photographie du mouvement. Paris 1892
- Le mouvement. Paris 1894 (London 1895)
- La chronophotographie. Paris 1899